# Symbole Nowego Brunszwiku
Oficjalne symbole prowincji Nowy Brunszwik
| Motto                             | Motto |
| --------------------------------- | --- |
| Spem reduxit Nadzieja przywrócona | |
| Flaga                             | |
| Nowy Brunszwik                    | Flaga prowincjonalna ma te same elementy co tarcza herbowa, rozmieszczone na podłużnym prostokącie. Flagę wprowadzono 14 lutego 1965. |
|                                   | Flaga Nowego Brunszwiku z lat 1950-1965. |
| Herb                              | |
|                                   | Godło nadane przez królową Wiktorię w 1868 i rozwinięte w 1984 za przyzwoleniem Elżbiety II. Tarcza herbowa – dwudzielna, w górnej części przedstawia złotego, królewskiego lwa brytyjskiego, symbol monarchii. W dolnej części zajmującej większą część tarczy przedstawiony jest statek – koga płynący na falach. Statek miał symbolizować przemysł stoczniowy, który był filarem gospodarki Nowego Brunszwiku do końca XIX wieku. Godło – tarczę podpierają dwa jelenie, niegdyś powszechnie występujące w regionalnych lasach, a do dziś pozostające popularną zwierzyną. Każdy z jeleni na naszyjniku z indiańskich paciorków zawieszone ma tarcze herbowe – lewy Wielkiej Brytanii (tzw. Union Jack), prawy - przedstawiającą trzy burbońskie lilie na niebieskim tle, symbolizujące mieszkańców pochodzenia francuskiego. Całość opiera się na podstawie wyobrażającej łąkę porośnięta fiołkami, które są oficjalnym kwiatem prowincjonalnym. Od dołu obejmuje ją złotą szarfa z fragmentem motta prowincjonalnego Spem Reduxit. Godło zwieńcza rycerski hełm z przyłbicą, symbol suwerenności. Nad nim łosoś, przedmiot połowów, bardzo ważny dla gospodarki regionu. Na grzbiecie ryby wspiera się królewska korona, symbol monarchy Kanady. |
| Symbole zwierzęce i roślinne      | |
|                                   | Sikora jasnoskrzydła (Poecile atricapillus) – niewielki ptak o długości dochodzącej do 10 cm, podobny do wróbla. Śpiewając wydaje charakterystyczny, powtarzający się dźwięk chickadee-dee-dee. Stąd też pochodzi jego angielska nazwa chickadee. Jako oficjalny symbol zaadaptowany w 1983 po rekomendacji federacji prowincjonalnych organizacji ekologicznych. |
|                                   | Jodła balsamiczna (Abies balsamea) - drzewo pospolite w lasach prowincjonalnych. Wyrasta do wysokości 20 metrów, jest ważnym surowcem przemysłu papierniczego. Jest też najpopularniejszą w Kanadzie choinką bożonarodzeniową. Jako oficjalny symbol zaadaptowany w 1987. |
|                                   | Fiołek (Viola cucullata) – powszechnie występujący w prowincji. Kwitnie w maju i czerwcu, zaściełając łąki i leśne polany fiołkowymi dywanami. Ma także ważne znaczenie w gospodarstwie domowym. Z kwiatów fiołka wyrabia się smaczne powidła oraz syrop przeciwkaszlowy. Zaadaptowany jako symbol w 1959 po rekomendacji prowincjonalnych organizacji kobiecych. |
| Symbol mineralny                  | |
|                                   | Prowincjonalna gleba – zawierająca około 20% gliny oraz 15-30% pospółki. Bogata w składniki mineralne i organiczne. Bardzo żyzna. Zaadaptowana jako prowincjonalny minerał w 1997. |
| Tartan                            | |
|                                   | Tartan nadany prowincji w 1959 zawiera następujące kolory symbolizujące: - zielony – lasy, łąki i rolnictwo - niebieski – wody morskie i śródlądowe - złoty – bogactwo prowincji - czerwony – lojalistów |
| Tablica rejestracyjna pojazdów    | |
|                                   | Element graficzny: koga (podobnie jak na tarczy herbowej) Slogan: Nazwa prowincji w obu językach oficjalnych |